# Großsteingräber bei Lindhöft
Die Großsteingräber bei Lindhöft sind eine Gruppe von sechs megalithischen Grabanlagen der jungsteinzeitlichen Trichterbecherkultur bei Lindhöft, einem Ortsteil von Noer im Kreis Rendsburg-Eckernförde in Schleswig-Holstein. Sie tragen die Sprockhoff-Nummern 105–110.

## Lage
Die Gräber befinden sich ostnordöstlich von Lindhöft auf einem Feld. Grab 5 ist das westlichste. Grab 4 liegt 20 m nordöstlich hiervon, Grab 3 weitere 50 m nordöstlich und Grab 2 nochmals 60 m ostnordöstlich. Grab 1 liegt 40 m südlich von Grab 2. Grab 5 befindet sich etwas abseits 370 m östlich von Grab 2.
In der näheren Umgebung gibt es zahlreiche weitere Großsteingräber: 880 m südöstlich von Grab 6 liegen die Großsteingräber bei Noer und 2,9 km östlich das Großsteingrab Grönwohld. 1,9 km westsüdwestlich von Grab 5 befindet sich der Originalstandort des umgesetzten Großsteingrabes Hohenkamp.

## Beschreibung

### Grab 1
Diese Anlage besitzt ein annähernd ost-westlich orientiertes Hünenbett mit einer Länge von 28 m und einer Breite von 4 m. Von der Umfassung sind nur noch wenige Steine erhalten. Eine Grabkammer ist nicht zu erkennen.

### Grab 2
Diese Anlage besitzt eine nord-südlich orientierte ovale Hügelschüttung mit einer Länge von 5 m und einer Breite von 2,5 m. Darauf liegen fünf Steine, die keine sicheren Rückschlüsse auf das ursprüngliche Aussehen der Grabkammer mehr zulassen.

### Grab 3
Diese Anlage besitzt ein annähernd ost-westlich orientiertes Hünenbett mit einer Länge von 20 m und einer Breite von 5 m. Von der Umfassung sind noch einige Steine vorhanden, vor allem an der südlichen Langseite. Auf der Hügelschüttung liegen noch einige Steine, die vielleicht zur Grabkammer gehören. Ihre genaue Position und ihr Aussehen lassen sich aber nicht sicher bestimmen.

### Grab 4
Diese Anlage besitzt eine Hügelschüttung, die in Nord-Süd-Richtung eine Länge von 6 m und in Ost-West-Richtung eine Breite von 5 m hat. Am Südende des Hügels liegen fünf Steine, bei denen es sich wohl um drei Wand- und zwei Decksteine handelt. Einer der Decksteine weist ein Schälchen auf. Das ursprüngliche Aussehen der Grabkammer lässt sich nicht mehr bestimmen.

### Grab 5
Diese Anlage besitzt eine nordwest-südöstlich orientierte ovale Hügelschüttung mit einer Länge von 6 m und einer Breite von 3 m. Darauf liegen zwei Steine, die keine Rückschlüsse mehr auf das ursprüngliche Aussehen der Anlage zulassen.

### Grab 6
Diese Anlage besitzt ein nordost-südwestlich orientiertes Hünenbett mit einer Länge von 40 m und einer Breite von 14 m im Nordosten bzw. 18 m im Südwesten. Die Hügelschüttung ist in der Mitte unterbrochen, möglicherweise handelt es sich auch um zwei separate Anlagen. Im Südwesten liegen drei Steine mit Sprenglöchern, die vermutlich zur Grabkammer gehören. Das genaue Aussehen der Kammer ist unklar.